# Marathi (peuple)
Ne doit pas être confondu avec Marathi (langue).

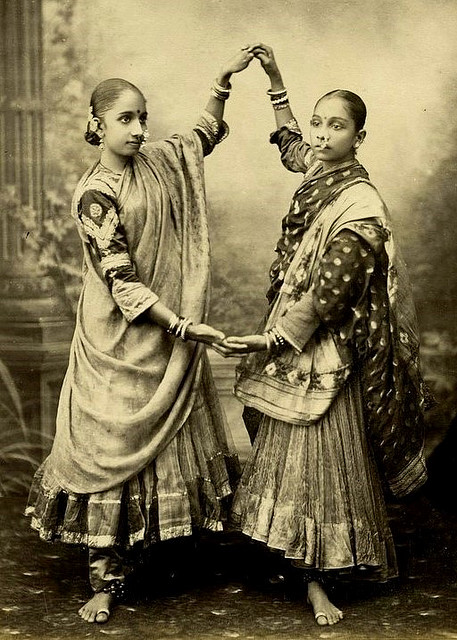
Une photo de présentation de bijoux et de vêtements traditionnels marathi utilisée lors de l'Exposition universelle de Londres de 1872.

Les Marathis (en marathi : मराठी लोक) ou Marathes forment un groupe ethnolinguistique indo-aryen indigène du Maharashtra dans l'ouest de l'Inde.
Ils parlent nativement le marathi, une langue indo-aryenne.
La communauté marathe a pris de l'importance politique au XVIIe siècle, lorsque l'Empire marathe est établi sous Shivaji. Les Marathes sont crédités dans une large mesure pour avoir mis fin à la domination moghole sur l'Inde.